# Новороссийские куранты
Новороссийские куранты  (Опус 111b) написаны Дмитрием Шостаковичем в 1960 году для мемориала Великой Отечественной войны, находящегося на площади Героев в Новороссийске, где непрерывно по расписанию играют с открытия мемориала в 1960 году. 
Партитура писалась автором от руки, занимает 4 нотных листа. Выполнена фиолетовыми чернилами. На четвёртом листе, в конце, автор поставил дату и подпись. Оригинальная партитура хранится в Новороссийском государственном историческом музее-заповеднике.
Новороссийские куранты являются гимном города-героя Новороссийска.